# Jules-Émile Zingg
Pour les articles homonymes, voir Zingg.
Jules-Émile Zingg, né à Montbéliard (Doubs) le 25 août 1882 et mort à Paris le 4 mai 1942, est un peintre décorateur et graveur français.

## Biographie
Zingg entre à l'École des beaux-arts de Besançon dans l'atelier de Félix Giacomotti et y reste un an. Le 8 novembre 1902, il est admis à l'École des beaux-arts de Paris dans l'atelier de Fernand Cormon. Il se spécialise dans la peinture de paysages. Il obtient le titre de second lauréat du prix de Rome de 1911 et remporte un prix national.
Jules-Émile Zingg expose à la Galerie Druet à Paris en 1918. 
Il fait la connaissance de Maurice Denis et de Paul Sérusier à Perros-Guirec.
En 1926 se crée la « Société Belfortaine des Beaux-Arts » qui organise chaque année jusqu'à la Seconde Guerre mondiale des expositions importantes aux musées de Belfort auxquelles Jules-Émile Zingg participe en compagnie de Georges Fréset, Jacques-Émile Blanche, Jean-Eugène Bersier, Raymond Legueult, Anders Osterlind, Henry de Waroquier, René-Xavier Prinet.
Entre les deux guerres, il a pour élève Claude Génisson.
Jules-Émile Zingg est nommé chevalier de la Légion d'honneur en 1930.

## Œuvres

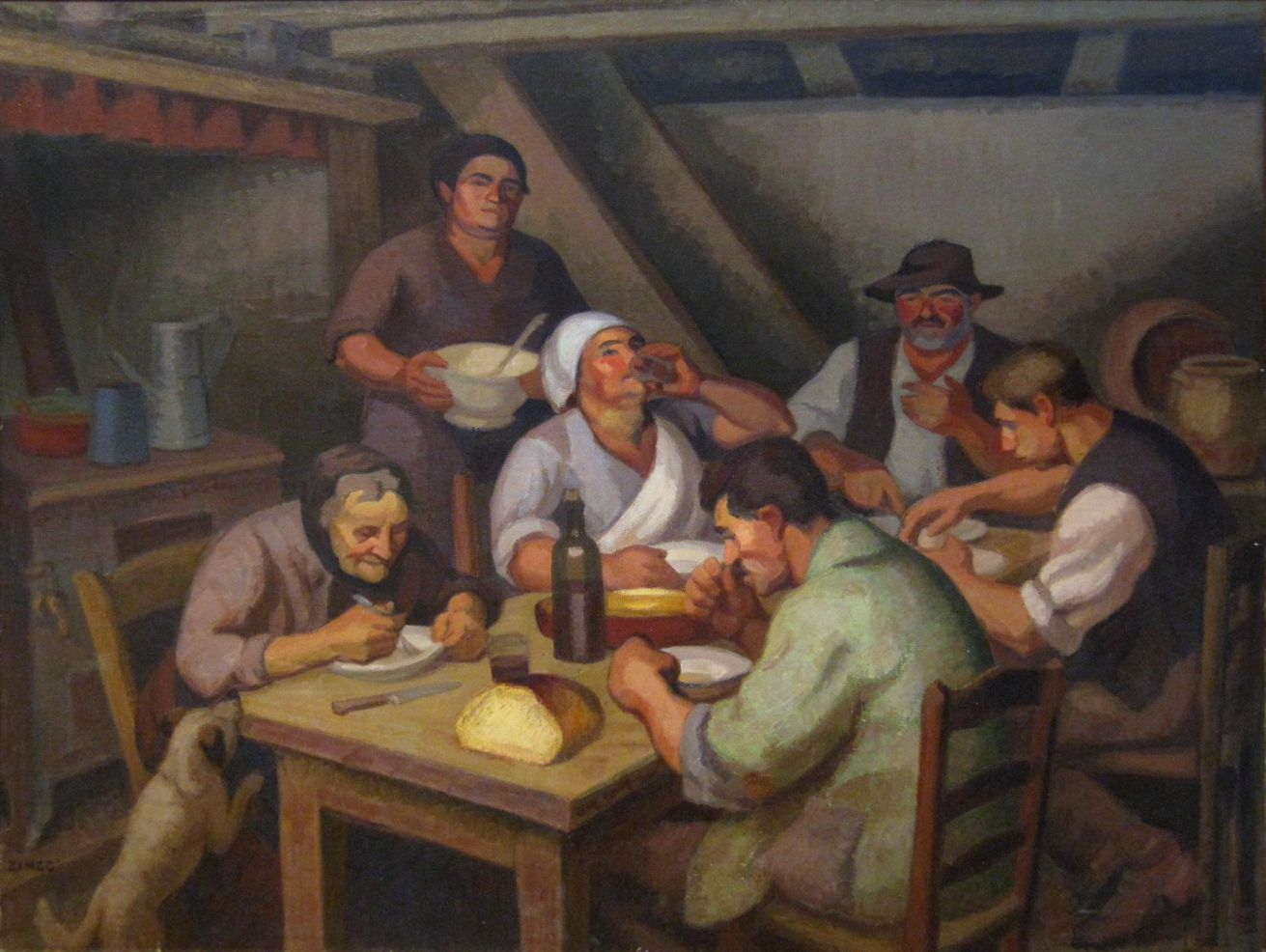
Repas des paysans, Huile sur toile, 1936 (Musée de Montbéliard)

- Une vingtaine d'œuvres sont conservées au musée de Cosne-sur-Loire à la suite d'un legs d'Émile Loiseau en 1970, dont son portrait par Jules-Émile Zingg.
- Ruth et Booz (1925), écran en tapisserie d'Aubusson, tapisserie de basse-lisse exécutée par l'atelier de tissage de l'École nationale des arts décoratifs d'Aubusson, monture de Pierre-Paul Montagnac (1883-1961), pour l'Exposition internationale des Arts décoratifs de 1925 à Paris, collection de l'ENSA Aubusson-Limoges, Aubusson.
- Scène de battage en Franche-Comté peinte à Malans (Doubs), huile sur carton, 74 x 100 cm, dépôt du Fonds National d'Art Contemporain, Gray (Haute-Saône), musée Baron-Martin.
- Neige aux environs de Montbéliard, huile sur carton, vers 1930, 33 x 41 cm, Gray, musée Baron-Martin.
- Ramasseurs de fagots, lavis d'encre de chine sur papier, vers 1925, 50 x 30 cm, Gray, musée Baron-Martin.
- Étude d'homme assis, fusain sur papier, vers 1925, 47,5 x 31 cm, Gray, musée Baron-Martin.
- Fenaison, encre de chine sur papier, vers 1925, 50 x 30 cm, Gray, musée Baron-Martin.
- Scène de village, lavis d'encre de chine sur papier, vers 1925, 50 x 30 cm, Gray, musée Baron-Martin.
- Fonds de 16 estampes et dessins est conservé au Musée d'art et d'histoire de Meudon